# Buslijn 69 (Amsterdam)

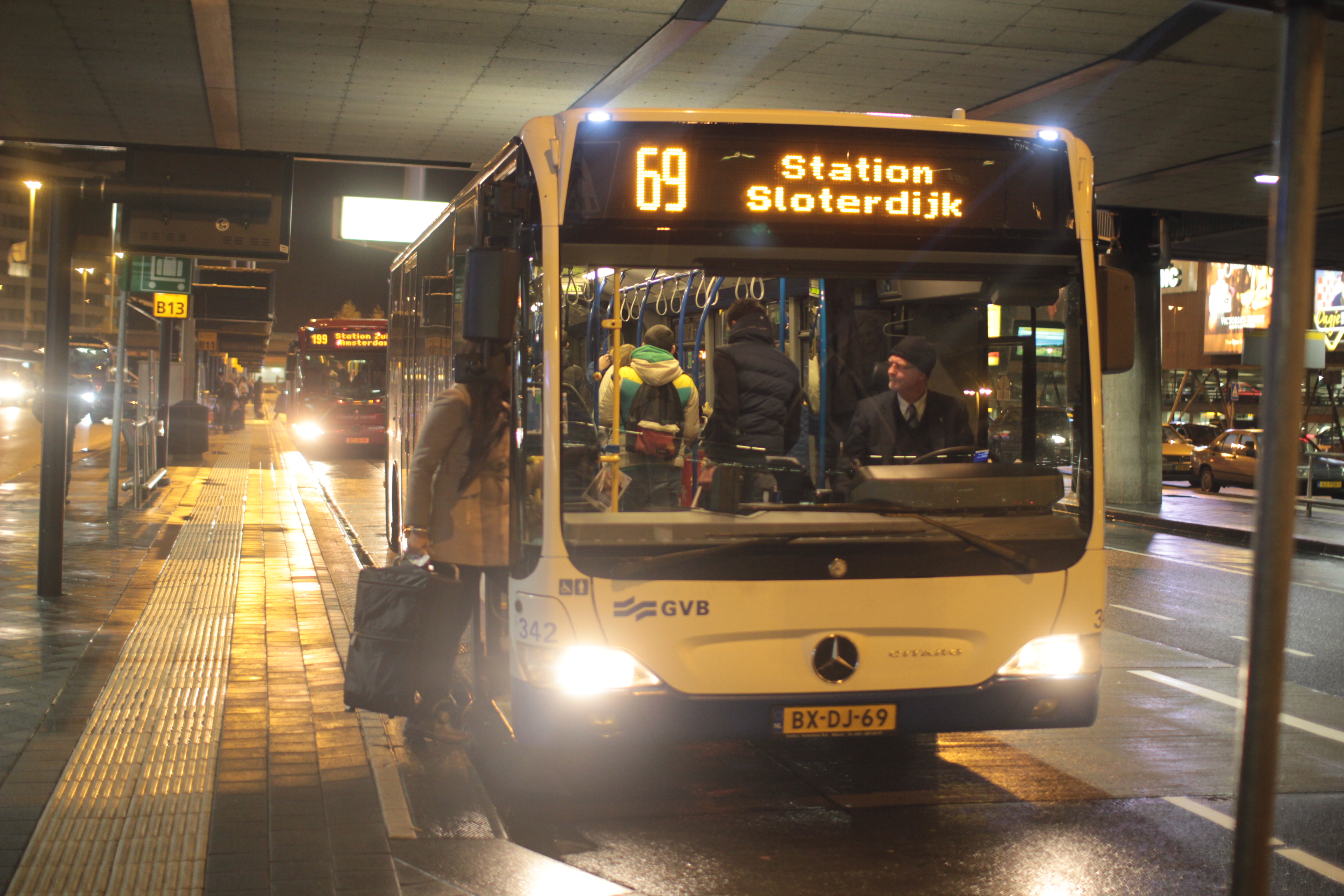
Een Citaro op de derde lijn 69 op het busstation van Schiphol, december 2012

Buslijn 69 zijn drie voormalige buslijnen die sinds 1970 in Amsterdam hebben bestaan en werden geëxploiteerd door het GVB.     

## Geschiedenis

### Lijn 69 I
Van 1970 tot 1987 bestond ook een buslijn 69 die reed van Badhoevedorp via Sloten en Slotervaart naar het Haarlemmermeerstation. Deze lijn was een gezamenlijke Maarse & Kroon, later Centraal Nederland, en GVB lijn maar werd volledig door het GVB gereden. De lijn was de opvolger van buslijn 29 (en daarvoor buslijn G en tramlijn 21). In 1980 ging deze lijn over naar de Centraal Nederland, werd daar gecombineerd met CN lijn 44 en enerzijds verlengd naar de Busstation Marnixstraat en anderzijds naar Hoofddorp. In 1987 werd de lijn vernummerd in lijn 179. Tegenwoordig is de lijn onderdeel van Connexxion buslijn 195.

### Lijn 69 II
Van 1990 tot 2000 bestond ook een buslijn 69 maar dit was de vernummerde buslijn 8.   

### Lijn 69 III
De derde lijn 69 bestond van 2012 tot 2021 en was de vernummerde buslijn 19. Deze lijn werd op 3 januari 2021 omgezet in R-net buslijn 369
Huidig: 15 · 18 · 21 · 22 · 34 · 35 · 36 · 37 · 38 · 40 · 41 · 43 · 44 · 47 · 48 · 49 · 61 · 62 · 63 · 65 · 66 · 68 · 231 · 233 · 245 · 246 · 247 · 267 · 360 · 369 · 461 · 463 · 464
Voormalig: A · B · C · D · E · F · G · H · K · L · M · P · R · S · 5 · 6 · 8 · 11 · 12 · 13S · 14 · 17 · 19 · 20 · 23 · 26 · 28 · 29 · 30 · 31 · 32 · 33 · 39 · 42 · 44P · 45 · 46 · 50/51 · 53 · 54 · 55 · 56 · 57 · 58 · 59 · 60 · 60S · 64 · 67 · 69 · 70 · 95/195 · 148 · 149 · 165/166 · 192 · 199 · 222 · 230 · 232 ·  240 · 248 · 249 · 265 · 269 · 315 · 326 · 465 · 580 · 581 · 582 · 583

Zie ook: Amsterdams busnet · Geschiedenis busnet · Amsterdams nachtbusnet · Portaal openbaar vervoer